# Paralamprops serratocostatus
Paralamprops serratocostatus är en kräftdjursart som beskrevs av Sars 1886. Paralamprops serratocostatus ingår i släktet Paralamprops och familjen Lampropidae.
Artens utbredningsområde är Kerguelen. Inga underarter finns listade i Catalogue of Life.